# Сейшелска ветрушка
Сейшелската ветрушка (Falco araea) е вид дневна граблива птица от семейство Соколови. Един от най-малките соколи, с дължина на тялото 15—23 cm.
Ендемичен вид на Сейшелските острови. Обитава тропически гори, кокосови плантации и урбанизирани територии.